# Teoria Wielkiej Kraksy
Teoria Wielkiej Kraksy – hipoteza powstania Wszechświata. Zakłada, że swą dzisiejszą postać Wszechświat zawdzięcza zderzeniu tzw. brany, na której się znajduje, z inną braną i zamianie energii zderzenia na materię.
Według tej hipotezy Wszechświat, w którym żyjemy, był na początku zimny i niemal zupełnie pusty. Dopiero w wyniku zderzenia się sąsiedniej brany z naszą, powstała znana nam materia i nasz Wszechświat zaczął się rozszerzać. Możliwe, że cykl zderzeń jest nieskończony.
U podstaw modelu Wszechświata ekpyrotycznego, którą to nazwą ochrzcili go twórcy teorii Paul Steinhardt i Neil Turok (od gr. εκπύρωσις ekpyrosis – „pożar świata”), leży oparta na zasadzie holograficznej, 11-wymiarowa M-teoria. Teoria Wielkiej Kraksy uzyskała aprobatę grupy znanych kosmologów, w tym Stephena Hawkinga i Jima Peeblesa (jednego z odkrywców promieniowania reliktowego). Wyniki misji kosmicznej Planck zgadzają się z niektórymi przewidywaniami modelu cyklicznego.